# ألفريدو فوني
ألفريدو فوني (بالإيطالية: Alfredo Foni) (مواليد 20 يناير 1911) هو لاعب كرة قدم. يلعب مع منتخب إيطاليا لكرة القدم. سبق له أن لعب في كأس العالم لكرة القدم مع منتخب بلاده.

## روابط خارجية
- ألفريدو فوني على موقع الاتحاد الدولي (مؤرشف)  (الإنجليزية)
- ألفريدو فوني على موقع قاعدة بيانات كرة القدم.إي يو (الإنجليزية)
- ألفريدو فوني على موقع ناشيونال فوتبول تيمز (الإنجليزية)
- ألفريدو فوني على موقع عالم كرة القدم.نت (الإنجليزية)
- ألفريدو فوني على موقع اللجنة الأولمبية الدولية (الإنجليزية)
- ألفريدو فوني على موقع أوليمبيديا (الإنجليزية)
- ألفريدو فوني على موقع اللجنة الأولمبية الإيطالية (الإيطالية)